# Mécia de Sena
Maria Mécia de Freitas Lopes (Leça) (Leça da Palmeira, 16 de março de 1920 – Los Angeles, 28 de março de 2020), foi uma escritora, promotora literária e epistológrafa portuguesa.

## Biografia
Filha do músico e compositor folclorista Armando Leça e da violoncelista Irene Freitas e irmã do crítico literário e historiador da literatura Óscar Lopes e do historiador, cronista e memorialista militar Ten.-Cor. Rui Silvino de Freitas Lopes.
Formada em Ciências Histórico-Filosóficas pela Universidade de Lisboa, foi professora do ensino secundário. Após cinco anos de noivado, aos 28 anos de idade casou no Porto com Jorge de Sena a 12 de Março de 1949, com quem iria ter nove filhos. O casal viveu em Portugal, no Brasil e nos Estados Unidos, tendo viajado pela Europa e pela África (Moçambique).
Depois de enviuvar tornou-se a organizadora do espólio literário de seu marido e editora da correspondência dele com importantes figuras das letras portuguesas e brasileiras. Editou também uma antologia das cartas que trocara com o marido. As edições da sua correspondência prosseguiram com as cartas enviadas a João Gaspar Simões, as cartas trocadas entre o casal no Brasil e as cartas do casal durante o período americano.
Faleceu poucos dias depois de completar 100 anos, em Los Angeles.

## Obra
- Mécia de Sena / Jorge de Sena, Isto Tudo que nos Rodeia (Cartas de amor), Lisboa: INCM, 1982.
- Mécia de Sena & Isabel Maria de Sena, Jorge de Sena: bio-bibliografia, Quaderni Portoghesi 13-14. Pisa: Giardini, 1977, p. 13-22.
- Correspondência Jorge de Sena e Mécia de Sena 'Vita Nuova' (Brasil, 1959-1965), org. Maria Otília Pereira Lage, Porto: Universidade do Porto - FLUP-CITCEM e Ed. Afrontamento, 2013.
- João Gaspar Simões / Jorge de Sena, Correspondência 12943-1977, incluindo o carteio com Mécia de Sena, org. Filipe Delfim Santos, Lisboa: Guerra&Paz, 2013.